# Leryn Francová
Leryn Dahiana Franco Steneri (* 1. března 1982, Asunción) je paraguayská oštěpařka. Její osobní rekord, který vytvořila v roce 2012, má hodnotu 57,77 m a je zároveň paraguayským národním rekordem. Byla mistryní Jižní Ameriky v mládežnických kategoriích v letech 1998, 2001 a 2004.
Je také modelkou, pózovala např. pro časopis Sports Illustrated. V roce 2006 byla zvolena vicemiss Paraguaye. Na soutěžích budí zájem spíše atraktivním vzhledem než svými výkony, během OH 2008, kde byla vlajkonoškou paraguayské výpravy, byla po Michaelu Phelpsovi druhým nejvyhledávanějším účastníkem olympiády na serveru Yahoo.

## Výsledky

### Olympijské hry
- Letní olympijské hry 2004 – 42. místo
- Letní olympijské hry 2008 – 51. místo
- Letní olympijské hry 2012 – 34. místo

### Mistrovství světa
- Mistrovství světa v atletice 2003 – 24. místo

### Univerziáda
- Letní univerziáda 2001 - 10. místo
- Letní univerziáda 2007 - 10. místo
- Letní univerziáda 2009 - 14. místo

### Panamerické hry
- Panamerické hry 2003 - 8. místo
- Panamerické hry 2007 - 8. místo
- Panamerické hry 2011 - 13. místo

### Mistrovství Jižní Ameriky v atletice
- Mistrovství Jižní Ameriky 2003 - 7. místo
- Mistrovství Jižní Ameriky 2007 - 3. místo
- Mistrovství Jižní Ameriky 2011 - 2. místo
- Mistrovství Jižní Ameriky 2013 - 4. místo